# Dacrydium pectinatum
Dacrydium pectinatum (малюр) — вид хвойних рослин родини подокарпових.
Видовий епітет вказує на розлогий характер листового гілля.

## Опис
Малі і великі дерева, від 3 до 40 м заввишки, до 50 см діаметром, з численними гілочками, які утворюють щільну округлу крону. Кора коричнева, вивітрюючись стає сірою. Листки молодих рослин довжиною до 18 мм, злегка зігнуті, гострі, 0,2 мм шириною і товщиною, поступово стають все коротшими і товщими. Дорослих рослин листки злегка зігнуті, шириною 2–5, товщиною 0,4–0,8 мм. Пилкові шишки 6–12 мм завдовжки і 2 мм в діаметрі. Насіннєві шишки розпухлі й червоні. Насіння одне на шишку, довжиною 4–4,5 мм, від каштанового до блискучого темно-коричневого кольору.

## Поширення, екологія
Країни поширення: Бруней-Даруссалам; Китай (Хайнань); Індонезія (Калімантан, Суматра); Малайзія (Сабах, Саравак); Філіппіни. D. pectinatum є одним з видів від низовинних до гірських дощових лісів, де зустрічається, як розкидані окремі дерева на висотах від поверхні моря до 1500 м над рівнем моря; вище 600—800 м дерева виснажуються. Більш щільні групи або навіть чисті насадження цього виду обмежується бідними поживними речовинами ґрунтах, таких як дрібні, вилужені піски або болота з утворенням торфу вище рівня ґрунтових вод.

## Використання
Деревина локально використовуються для будівництва будинків. У Хайнань використовувалася для суднобудування, але зараз занадто рідко.

## Загрози та охорона
Масштабне перетворення рівнинних лісів на прибережних рівнинах Сабах, Саравак і Калімантан в плантації олійних пальм знизив цей вид, ймовірно, до 20 % від його колишнього ареалу. Ця загроза продовжується і може призвести до повного зникнення в цих областях. Вид зустрічається також і в низьких гірських лісах, де він перебуває під загрозою збезлісення, пов'язаних з рухом сільського господарства. Вирубка впливає на вид, особливо в провінції Хайнань, де може досягати великих розмірів, але й на Калімантані. У Хайнані вид зустрічається в межах територій, що охороняється англ. Mt. Jianfengling, Mt. Diaoluoshan.